# Juan de Padilla
Juan de Padilla detto el Cartujano o el Cartujo (Siviglia, 1468 – 1520 ca) è stato un religioso e poeta spagnolo, uno dei più importanti patrocinatori della poesia dantesca e, quindi, della Divina Commedia.

## Biografia
Juan de Padilla, nato a Siviglia nel 1468, fu soprannominato el Cartujano (ovvero il Certosino) dal nome della certosa di Santa María de las Cuevas di Siviglia dove fece la sua professione religiosa. In seguito, fu nominato priore di varie certose e monasteri del Regno di Castiglia, riformandone la vita claustrale. Ritornato a Siviglia, morì intorno al 1520.
Buon conoscitore del mondo classico, scrisse delle favole dal sapore mitologico e un poema eroico, Labirinto del Marqués de Cádiz (Labirinto del Marchese di Cadice, 1493) che, però, non ci sono pervenute. Conosciute, invece, sono le opere della maturità: una biografia spirituale sulla vita di Cristo (Retablo de la vida de Cristo, ovvero La pala d'altare della vita di Cristo, terminato il 24 dicembre del 1500) e Los doce triumphos de los doce Apóstoles (terminato 14 febbraio 1518 e stampato nel 1521). Entrambe le opere, specialmente la seconda, rivelano la vena poetica di Juan de Padilla. Ne I dodici trionfi dei dodici apostoli, infatti, la profonda conoscenza del poema dantesco si rivela per via delle numerose allegorie e della presenza del viaggio nell'oltretomba che Juan avrebbe compiuto, descrivendo la geografia dei territori in cui gli Apostoli operarono, territori raccolti nei dodici segni dello Zodiaco i quali, a loro volta, girano attorno al Sole, allegoria di Cristo. 
La buona imitazione e conoscenza della poesia di Dante spinsero i critici a ritenerlo «il miglior imitatore di Dante dopo [[[Juan de Mena (poeta)|Juan de] Mena]]» ma anche «uno dei più significativi poeti durante il regno di Ferdinando e di Isabella», tanto da essere definito El Homero Español y el Dante Español. Poeticamente, Juan de Pedilla rimase legato alla dimensione medievale, ma al contempo, per la sua conoscenza dei classici, era proiettato verso il Rinascimento.